# 와이어 스트리퍼

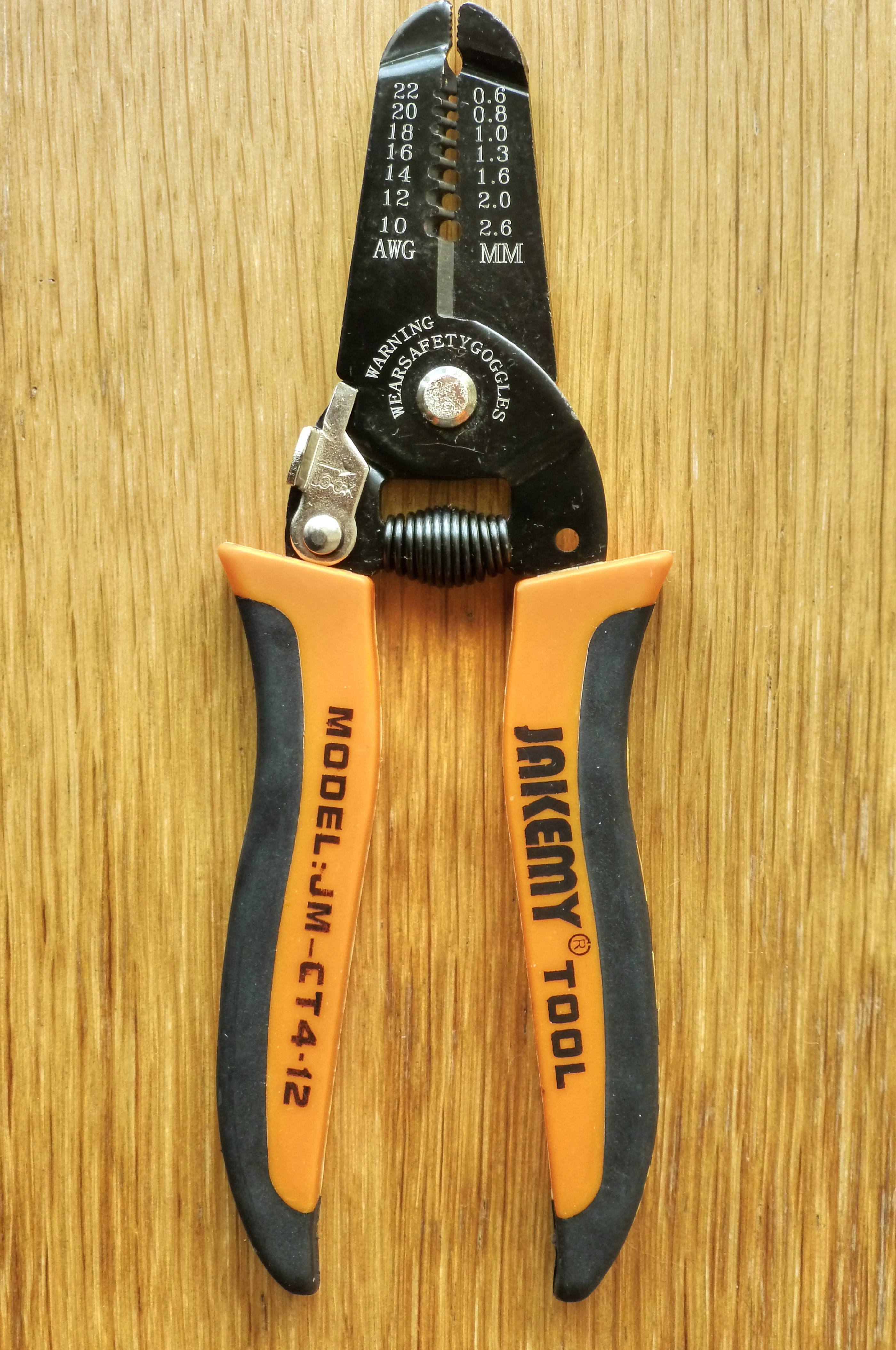

와이어 스트리퍼(Wire stripper)는 전선에서 전기 절연체를 벗겨내는 데 사용되는 소형 휴대용 장치이다.

## 종류

### 수동식
미국 스타일의 간단한 수동 와이어 스트리퍼는 가위나 와이어 커터와 매우 유사한 한 쌍의 반대 블레이드이다. 중앙 노치를 추가하면 와이어를 절단하지 않고도 절연체를 절단하는 것이 더 쉬워진다. 와이어 스트리퍼는 절연체 주위를 절단하기 위해 압력을 가하면서 절연체 주위를 회전시키는 방식으로 사용된다. 절연체가 와이어에 접착되어 있지 않기 때문에 끝에서 쉽게 당겨진다. 이 유형의 와이어 스트리퍼는 모든 크기의 와이어에 사용할 수 있다. 또 다른 유형의 수동 와이어 스트리퍼는 이전에 언급한 단순한 디자인과 매우 유사하지만 이 유형에는 다양한 크기의 여러 노치가 있다. 이를 통해 사용자는 노치 크기를 와이어 크기에 맞출 수 있으므로 비틀 필요가 없지만 노치 중 하나와 거의 일치하는 와이어 크기에만 사용할 수 있다. 장치를 고정한 후에는 전선의 나머지 부분을 간단히 빼내고 절연체만 남겨둘 수 있다.
유럽식 와이어 스트리퍼는 나사로 조정되는 손잡이가 있는 노치 집게처럼 보인다.

### 복합 자동식
복합 자동 와이어 스트리퍼는 1915년 뉴욕 브루클린의 스튜어트 G. 우드(Stuart G. Wood)에 의해 처음으로 특허를 받았다. 디자인은 네덜란드의 헤르만 게르하르트 얀 부그드(Herman Gerhard Jan Voogd)에 의해 개선되어 그 이후로 유지되어 온 일반적인 윤곽을 유지하면서 어색한 4바 메커니즘을 제거했다. 현재 로크빌 IL(Rockville IL)에 있는 우드는 1943년에 보강재, 교체 가능한 블레이드 및 블레이드 스톱을 추가했다. 1943년 설계에는 새로 벗겨낸 와이어가 휴지 위치로 돌아갈 때 부서지는 것을 방지하기 위해 벗겨낸 후 반쪽이 열리는 것을 차단하는 장치도 장착되었다. 두 번째 작동으로 메커니즘이 해제되어 휴지 위치로 돌아갔다. 이 작업은 우드에 의해 더욱 개선되었으며, 마지막으로 1959년 일리노이주 데칼브(DeKalb)의 유진 D. 힌덴부르크(Eugene D. Hindenburg)에 의해 개선되었다. 1959년의 작업 개선을 통해 메커니즘의 다른 부분이 정지 위치로 돌아가기 전에 스트리핑 블레이드가 열리면서 클램핑 조가 작업 순서를 되돌리고 핸들이 완전히 풀릴 때까지 닫힌 상태를 유지하도록 작업 순서가 바뀌었다.
결합되면 복합 자동 와이어 스트리퍼가 먼저 한쪽의 와이어를 동시에 잡고 다른 쪽에서는 도체 주변의 절연체를 절단하는 모양의 블레이드를 닫는다. 측면이 스트로크를 완료한 후 메커니즘의 두 측면이 분리되어 절단된 절연체 튜브를 도체 끝에서 밀어낸다. 이를 사용하려면 도체 크기에 맞는 절단 슬롯의 조에 와이어를 놓고 핸들을 함께 꽉 쥐면 된다. 이 장치를 사용하면 초보자라도 대부분의 전선을 매우 빠르게 벗길 수 있다. 복합 자동 와이어 스트리퍼의 커터는 1943년 특허에서 우드가 설명한 것처럼 턱이 비틀어지기 때문에 짧아야 한다. 모든 와이어 스트리퍼는 본질적으로 절단 조 노치가 수용할 수 있는 와이어 크기로 제한된다. 복합 자동 와이어 스트리퍼의 짧은 커터는 대부분의 다른 유형의 와이어 스트리퍼보다 더 적은 수의 노치와 더 작은 범위의 와이어 크기로 제한한다. 절단 블레이드 개방의 정확성에 따라 안정적으로 피복을 벗길 수 있는 가장 작은 도체가 결정된다. 커터 개구부가 너무 작으면 도체에 충돌하여 와이어가 견딜 수 있는 것보다 과도한 마찰과 더 많은 장력을 유발한다. 커터 구멍이 너무 크면 절단되지 않은 단열재의 남은 고리를 찢는 데 필요한 장력이 와이어가 견딜 수 있는 것보다 클 수 있다. 일부 모델에는 그립 조의 조임력을 조정하기 위해 그립 장력을 조정할 수 있는 기능이 있다. 아래 이미지의 노란색 자동 스트리퍼 턱 아래 손잡이는 그립 장력 조정이다. 원칙적으로 모든 크기의 와이어에 적용 가능하지만 널리 사용되는 복합 자동 와이어 스트리퍼에는 8AWG 이하 또는 26AWG 이하의 다양한 크기의 도체를 수용할 수 있지만 전체 범위는 수용할 수 없는 절단기가 있다.

### 레이저 와이어 스트리퍼
레이저 와이어 스트리퍼는 레이저를 사용하여 와이어의 절연체를 태워 없애는 CNC 라우터와 매우 유사한 컴퓨터로 제어되는 기계이다. 레이저 와이어 스트리핑 기계는 도체를 손상시키지 않기 때문에 매우 가는 게이지 와이어에 주로 사용된다. 일반적인 CO2 레이저 와이어 스트립 기계는 모든 크기의 와이어에서 절연체를 제거할 수 있어야 한다.

## 같이 보기
- 롱노즈 플라이어